# Catalogue raisonné
 (septembre 2012).
Si vous disposez d'ouvrages ou d'articles de référence ou si vous connaissez des sites web de qualité traitant du thème abordé ici, merci de compléter l'article en donnant les références utiles à sa vérifiabilité et en les liant à la section « Notes et références ».

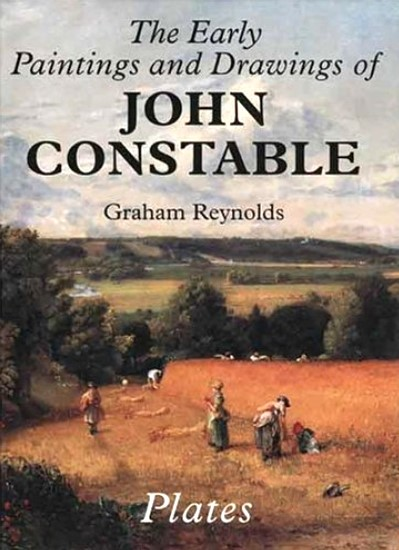

Un catalogue raisonné est l'inventaire le plus complet possible des œuvres d'un artiste, peintre, graveur, sculpteur ou plasticien et de leur localisation. Une présentation générale de l'artiste, sa formation, sa maturité, la fin de sa vie et accessoirement sa fortune critique (comment jusqu'à aujourd’hui, il a été perçu par la critique et le grand public) accompagne souvent ce travail. 

## Rôle et histoire
Edme-François Gersaint (1694-1750) est le premier à publier un catalogue raisonné de l'œuvre graphique d’un seul artiste en 1751 : il concerne les gravures de Rembrandt, et est publié à titre posthume sous le titre Catalogue raisonné de toutes les pièces qui forment l’œuvre de Rembrandt. Dès ce premier essai, il aborde également en détail, dans un chapitre, les attributions douteuses et les questions de connaisseur consistant à distinguer l’œuvre de Rembrandt de celle de ses élèves,.
Ce terme, né en France et conservé en français dans les autres langues, est utilisé dans le monde par :
- les conservateurs de musées, pour la rédaction des catalogues des musées et des publications relatives à leur institution ;
- les historiens d'art : études générales, ou autres catalogues raisonnés ;
- par les professionnels du commerce artistique :
  - à l'occasion de ventes publiques[4]: commissaire priseur, Christie's, Sotheby's, Tajan ;
  - à l'occasion de ventes privées : galeriste. Ceci afin de rassurer les éventuels acheteurs et de confirmer les prix demandés ou estimés, l'inclusion ou non d'une œuvre dans un catalogue raisonné non encore édité, est aussi une information capitale.
  - à l'occasion d'inventaire réalisés par des experts,
- par les amateurs de collection, pour, entre autres, leur déclaration d'assurance.

Parfois, les artistes tenaient un répertoire de leurs travaux, ce qui facilite la rédaction de leur catalogue raisonné, on mentionnera ainsi le Liber Veritatis de Claude Gellée dit Le Lorrain, le peintre à qui l'on avait présenté un faux très habile, fait de son vivant, avait dû solliciter sa mémoire pour savoir si oui ou non il était l'auteur de ce tableau, il décida alors de conserver dans un album des dessins pour se souvenir de ses tableaux – en italien, ces dessins s'appellent des riccordo. Le livre de compte de Hyacinthe Rigaud est aussi un précieux document qui permet de s'apercevoir de l'œuvre d'équipe que constituait cet atelier.
Les auteurs des catalogues raisonnés présentent les œuvres qu'ils estiment authentiques, ils peuvent exprimer leurs doutes, dans une, ou plusieurs, sections spéciales. Les numéros des tableaux attribués ou douteux portent alors une lettre fatidique : R 12, pour Poussin, veut dire douzième tableau rejeté, souvent une table de concordance permet de savoir quels numéros porte un tableau selon les différents auteurs, exemple pour Rembrandt : Bode, Valentiner, Bredius, Bauch, Gerson, Rembrandt Research Project, l'histoire de l'art devient alors une sorte de jeu de piste mathématique. Certains historiens d'art, connaissant par cœur les ouvrages fondamentaux, citent les tableaux d'après leur numéro. Pour van Gogh, par exemple, on pourra lire ou entendre : Le Lafaille 99 est bien mieux conservé que le Lafaille 47.
Certains marchands comme Georges Wildenstein, son fils Daniel et les fils de ce dernier, s'attellent aussi à cette tâche qui permet d'entrer en contact avec des propriétaires d'œuvres.

## Organisation des catalogues raisonnés
Le terme « raisonné » signifie que l'historien présente le corpus de l'artiste selon un ordre choisi.
- Chronologique.
- Thématique.
- Par taille, rare, comme le catalogue raisonné de Constant Troyon.

Certains artistes, tels Demarne, n'ont pratiquement aucune évolution stylistique ; l'approche chronologique n'est pas adéquate, et son catalogue raisonné s'organise par sujets : routes, fermes, foires, marines, etc.